# Raymond Braine
Pour les articles homonymes, voir Braine.
Raymond Ray Braine, est un footballeur international belge, né le 28 avril 1907 à Anvers et mort le 25 décembre 1978 à Anvers.

## Biographie
Il a été formé puis a joué au Beerschot AC. Avec l'équipe anversoise, il remporte quatre fois le Championnat de Belgique (en 1924, 1925, 1926 et 1928) et est deux fois meilleur buteur du championnat (1928 et 1929, avant de quitter le club pour une carrière professionnelle).
Ray Braine devient un des tout  premiers joueurs belges à être professionnel, au AC Sparta Prague en 1930. Il y a été sacré à deux reprises meilleur buteur du Champion de Tchécoslovaquie en 1931 (16 buts) et en 1933 (18 buts) . Il reste six saisons à Prague : il y joue 281 matches officiels et marque 300 buts, remportant deux fois le championnat (1932 et 1936) et la Coupe Mitropa (en 1935). Il retourne dans le club de ses débuts en 1936.
International pour la Belgique, Raymond Braine fait l'objet d'une suspension de la part de la Fédération belge (URBSFA) pour "fait de professionnalisme". En réalité, Raymond Braine avait ouvert un café et à cette époque, cela était considéré comme un "subterfuge". Honorant sa 30e cape pour les Diables Rouges en 1929, Raymond Braine ne fêtera sa 31e apparition avec la Belgique qu'en 1935, cela après avoir manqué les deux premières Coupes du monde. La suspension évoquée ci-dessus achève de le convaincre de signer au Sparta Prague.
Après son retour au Beerschot AC, il remporte encore le Championnat belge en 1938 et en 1939.
En 1940, Braine joue le rôle d’un footballeur dans le film Wit is troef (Blanc est atout) de Jan Vanderheyden.
Sa carrière en équipe de Belgique a tout de même été longue, malgré l'éclipse évoquée ci-avant. Raymond Braine joua 54 matches avec les Diables Rouges et inscrit 26 buts, de 1925 à 1939.
Son frère aîné Pierre Braine a également été international.
Il est inhumé à Anvers, au Schoonselhof.

## Palmarès
- International belge de 1925 à 1939 (55 sélections et 26 buts marqués)
- Participation aux Jeux olympiques 1928 (3 matches joués et 3 buts marqués)
- Participation à la Coupe du monde 1938 (1 match joué)
- Champion de Belgique en 1924, 1925, 1926, 1928, 1938 et 1939 avec le Beerschot AC
- Meilleur buteur du Championnat de Belgique en 1928 et 1929
- Champion de Tchécoslovaquie en 1932 et en 1936 avec le AC Sparta Prague
- Meilleur buteur du Championnat de Tchécoslovaquie en 1932 et 1934
- Vainqueur de la Coupe Mitropa en 1935 avec le AC Sparta Prague